# Renée Vivien
Renée Vivien (Paddington, 11 de junho de 1877 - Paris, 18 de novembro de 1909), pseudônimo de Pauline Tarn, foi uma poeta britânica, que porém escreveu suas obras em francês.

## Biografia
Ainda criança, mudou-se para Paris, onde foi educada como francesa. Em 1899, passou a viver com sua amante Natalie Clifford Barney. Juntas, as duas se dedicaram ao estudo do idioma grego e da poesia de Safo. Em Mitilene, na ilha de Lesbos, tentaram recriar uma comunidade de mulheres dedicadas ao amor e à poesia.
No fim da vida, converteu-se ao Catolicismo. Morreu aos 32 anos, por problemas ligados ao alcoolismo ou, segundo outras fontes, deixando-se morrer de fome.

## Obras
- Sapho, traduções e adaptações de textos de Safo
- Du vert au violet, prosa poética, 1903
- Une femme m’apparut, romance autobiográfico, 1904
- La Dame à la louve
- Les Kitharèdes, tradução de obras de oito poetas gregas, 1904
- La Vénus des aveugles, poemas, 1904
- Une femme m'apparut, segunda versão, 1905
- À l'heure des mains jointes, poemas, 1906
- Flambeaux éteints, poemas, 1907
- Chansons pour mon ombre, poemas (assinado como Pauline M. Tarn), 1907
- L'Album de Sylvestre, aforismas, 1908
- Sillages, poemas e prosa poética, 1908
- Anne Boleyn, biografia, 1909

### Publicação póstuma
- Le papillon de l'âme, 2011.
- Dans un coin de violettes
- Le Vent des vaisseaux
- Haillons